# Cerro del Candelero
Cerro del Candelero är en ort i Mexiko.   Den ligger i kommunen Atzalan och delstaten Veracruz, i den sydöstra delen av landet, 220 km öster om huvudstaden Mexico City. Cerro del Candelero ligger 270 meter över havet och antalet invånare är 131.
Terrängen runt Cerro del Candelero är huvudsakligen kuperad, men norrut är den platt. Terrängen runt Cerro del Candelero sluttar norrut. Runt Cerro del Candelero är det ganska tätbefolkat, med 93 invånare per kvadratkilometer. Närmaste större samhälle är Martínez de la Torre, 10,7 km norr om Cerro del Candelero. Omgivningarna runt Cerro del Candelero är en mosaik av jordbruksmark och naturlig växtlighet.